# エイデン・オニール
エイデン・オニール（英語: Aiden O'Neill、1998年7月4日 - ）は、オーストラリアと北アイルランドのサッカー選手。ポジションはMF。

## 経歴

### クラブ
10代の時にイングランドに渡る。
2016年1月12日、バーンリーFCと契約した。8月20日のリヴァプールFC戦でプレミアリーグデビュー。2017年1月、オールダム・アスレティックAFCにシーズン終了まで期限付き移籍。8月にフリートウッド・タウンFCに期限付き移籍した。2018年8月、セントラル・コースト・マリナーズFCに期限付き移籍し母国に復帰した。
2020年9月、メルボルン・シティFCと3年契約を結んだ。
2023年6月13日、スタンダール・リエージュへ完全移籍することが発表された。

### 代表
北アイルランド代表からのオファーもあったものの、本人はプロデビュー以前からオーストラリア代表を希望していたために北アイルランド代表になることはなかった。
2023年3月14日、エクアドル代表との親善試合でオーストラリアA代表初出場を記録した。